# Dorcadion aethiops
Dorcadion aethiops är en skalbaggsart. Dorcadion aethiops ingår i släktet Dorcadion och familjen långhorningar.

## Underarter
Arten delas in i följande underarter:
- D. a. aethiops
- D. a. majoripenne

## Bildgalleri

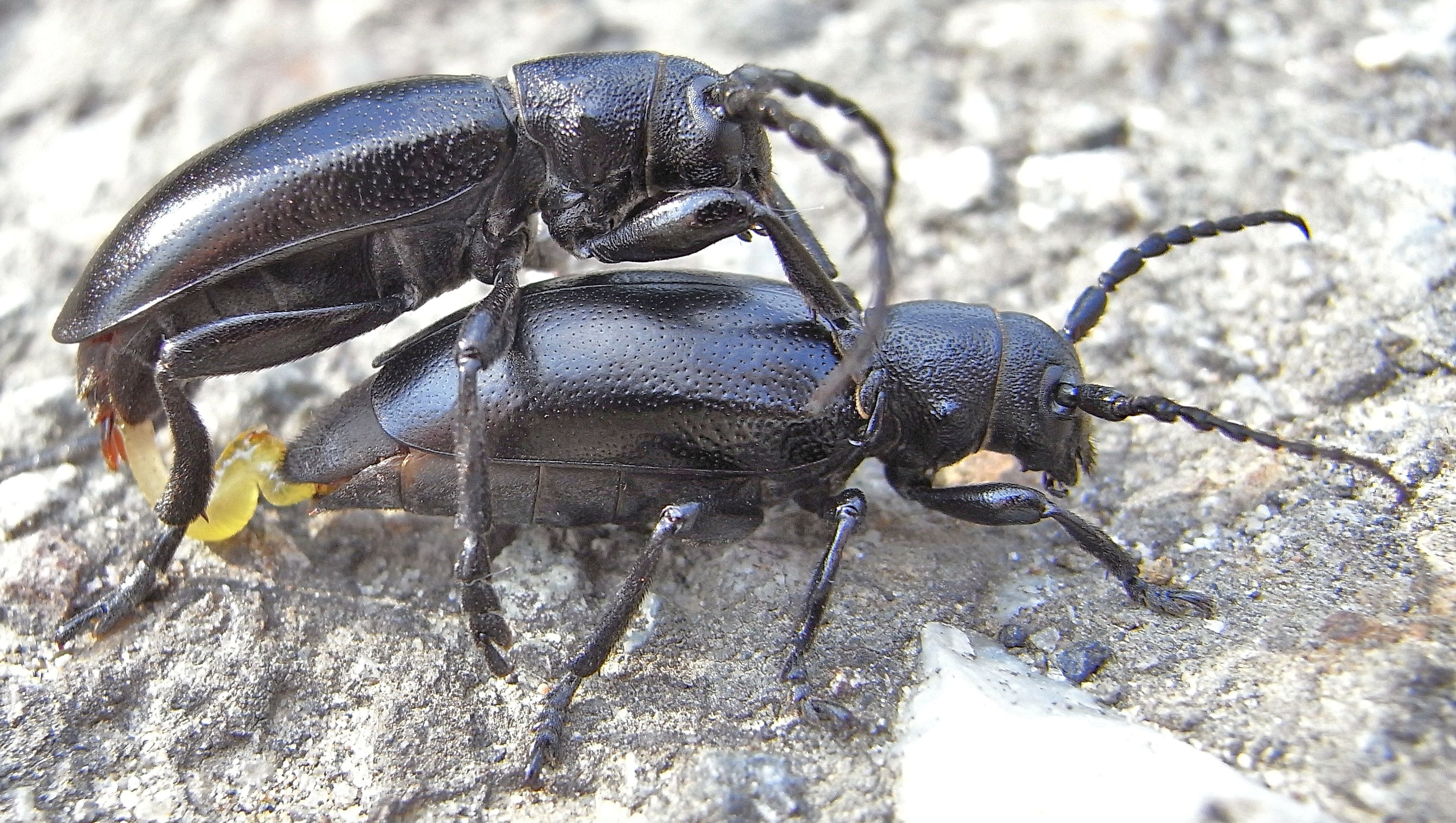
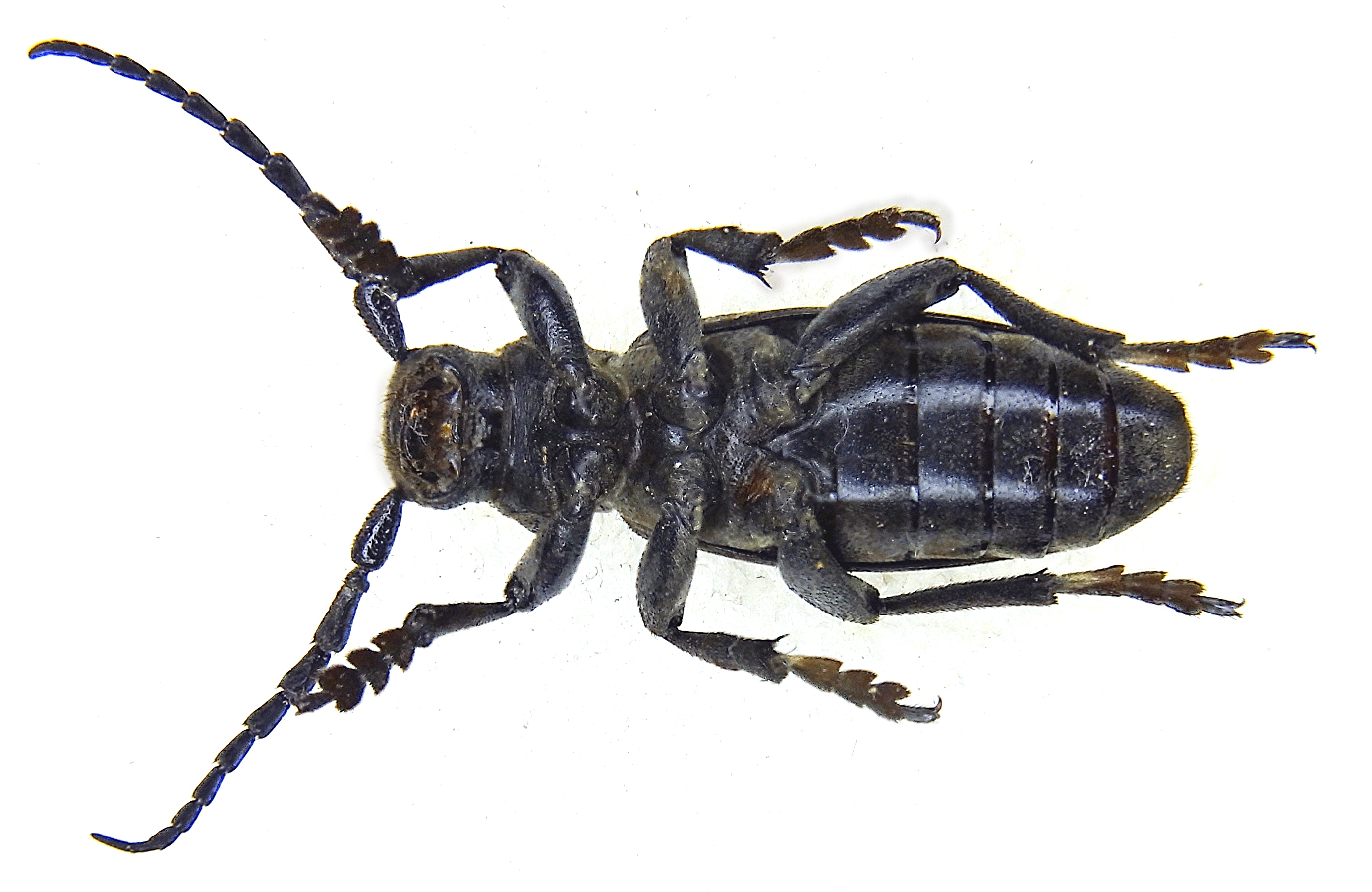
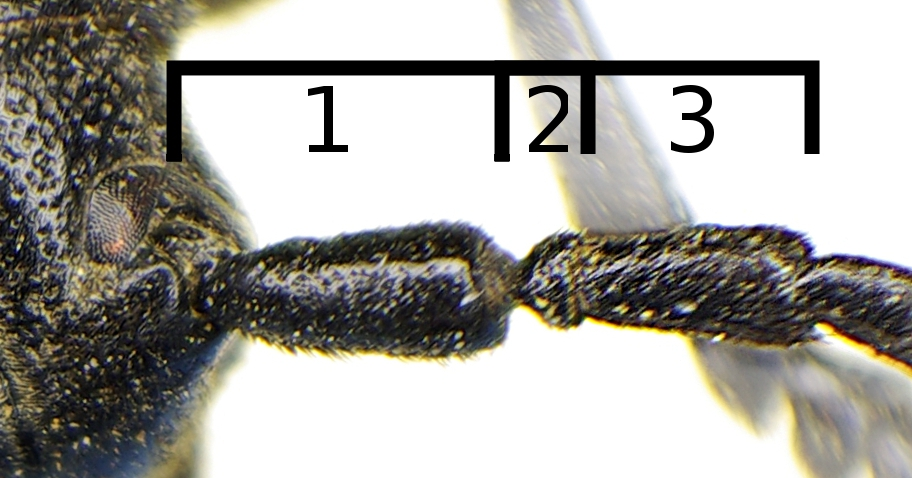
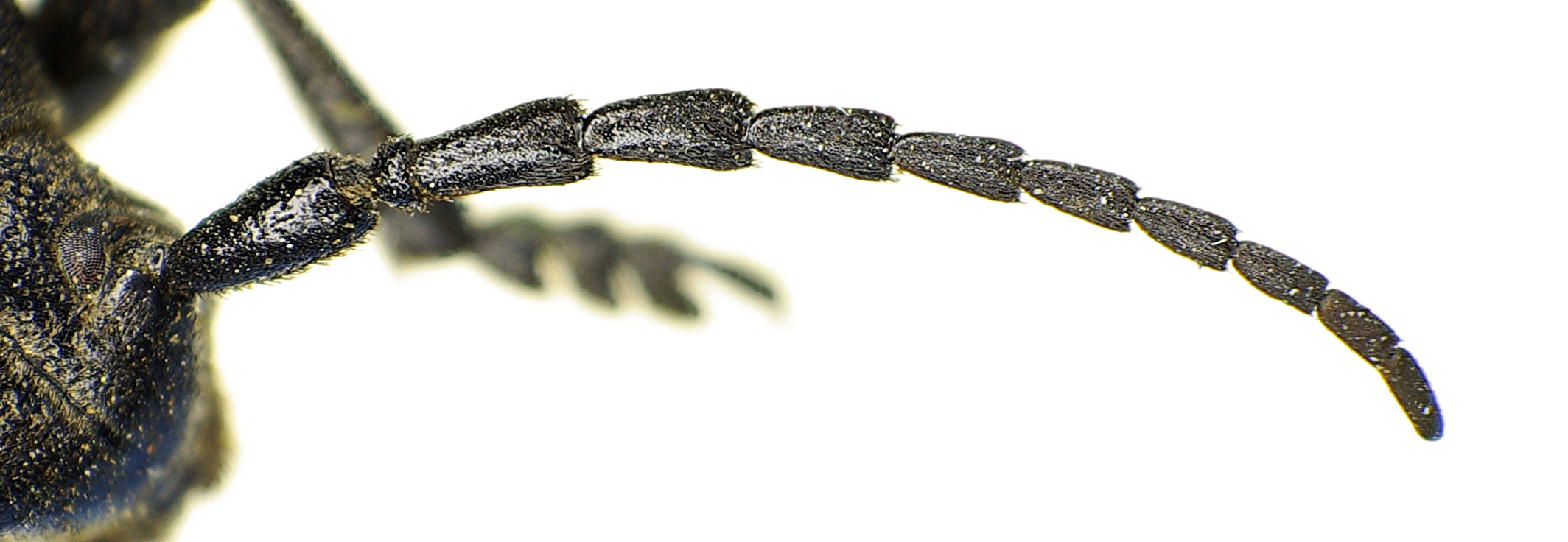